# 브래드 리틀 (정치인)
브래들리 제이 리틀(Bradley Jay Little, 1954년 2월 15일 ~ )은 미국의 정치인으로 현재 아이다호주 주지사이다.

## 학력
- 아이다호 대학교 농업산업 학사

## 경력
- 2001.01 ~ 2009.01 아이다호주 제11구 상원의원
- 2009.01 ~ 2019.01 제42대 아이다호주 부지사
- 2019.01 ~ 제33대 아이다호 주지사

## 역대 선거 결과
| 선거명      | 직책명                     | 대수 | 정당   | 득표율  | 득표수    | 결과 | 당락                 |
| ----------- | -------------------------- | ---- | ------ | ------- | --------- | ---- | -------------------- |
| 2002년 선거 | 상원의원 (아이다호 제11부) | 57대 | 공화당 | 76.21%  | 8,478표   | 1위  | 아이다호 주의원 당선 |
| 2004년 선거 | 상원의원 (아이다호 제11부) | 58대 | 공화당 | 100.00% | 13,533표  | 1위  | 아이다호 주의원 당선 |
| 2006년 선거 | 상원의원 (아이다호 제11부) | 59대 | 공화당 | 77.05%  | 10,090표  | 1위  | 아이다호 주의원 당선 |
| 2008년 선거 | 상원의원 (아이다호 제11부) | 60대 | 공화당 | 77.53%  | 14,870표  | 1위  | 아이다호 주의원 당선 |
| 2014년 선거 | 아이다호 부지사            | 42대 | 공화당 | 62.81%  | 271,268표 | 1위  | 아이다호 부지사 당선 |
| 2018년 선거 | 아이다호 주지사            | 33대 | 공화당 | 59.77%  | 361,661표 | 1위  | 아이다호 주지사 당선 |
| 2022년 선거 | 아이다호 주지사            | 33대 | 공화당 | 60.52%  | 358,598표 | 1위  | 아이다호 주지사 당선 |